# Morangos com Açúcar
Morangos com Açúcar va ser una sèrie de televisió juvenil portuguesa, creada per Casa da Criação i transmesa per TVI entre el 30 d'agost de 2003 i el 15 de setembre de 2012, un total de 9 temporades i més de 2000 episodis. El seu model es basava en gran part en els primers anys de la telenovel·la de Rede Globo, Malhação, que fou transmesa a Portugal per la SIC.
Fou transmesa al Brasil per la Rede Bandeirantes entre el 29 de març i el 15 d'octubre de 2004 a les 16h, p però sense gaire acceptació de la crítica i del públic en general. El primer nom suggerit per a la sèrie va ser "Baía do Sol", però els autors van pensar que Morangos com Açúcar portaria un altre "sabor" a la sèrie.
El 15 de març de 2006, l'equip d'autors va ser distingit al Casino Estoril per l'Associação Portuguesa de Profissionais de Marketing com el Prémio Personalidade Marketing Cultura e Espectáculo. L'octubre de 2007, Morangos com Açúcar fou distingida als Premis Ondas 2007 pel seu paper en la formació dels joves. El 2018 es va emetre pel segon canal de la Televisió de Galícia.
També l'octubre de 2007 TVI va vendre la totalitat de la sèrie a una emissora russa per tal de mostrar-la breument en aquest país i el febrer de 2008 a una emissora d'Angola, on va tenir un èxit enorme, i també es va produir una versió xinesa de la sèrie. Morangos Com Açúcar va finalitzar a la novena temporada. Per marcar aquest moment, es va decidir fer una pel·lícula amb una estrena el 30 d'agost de 2012, que va ser una barreja de tot el que va passar al llarg de la sèrie. Alguns actors confirmats van ser Pedro Carvalho, Vítor Fonseca i Mafalda Teixeira. Aquests actors van tornar a interpretar els personatges que van interpretar a la sèrie. La sèrie fou un gran èxit i va marcar una generació, un factor essencial per a la longevitat d'una sèrie juvenil. El fet que la generació "Morangos" entrés en l'edat adulta ha estat un factor decisiu en el resultat d'aquesta sèrie.

## Repartiment
| Temporada | Protagonistes |
| --------- | --- |
| 1         | Joana (Benedita Pereira) i Filipe "Pipo" (João Catarré)                                                                   |
| 2         | Ana Luísa (Cláudia Vieira) i Simão (Pedro Teixeira)                                                                       |
| 3         | Matilde (Joana Duarte) i Tiago (Luís Lourenço)                                                                            |
| 4         | Sofia (Mafalda Matos) i André (Isaac Alfaiate)                                                                            |
| 5         | Luís (Ângelo Rodrigues), Mariana (Mariza Pérez), Diogo (Diogo Costa Reis), Raquel (Júlia Belard) i Vera (Vanessa Martins) |
| 6         | Madalena (Laura Galvão) i Rodrigo (Pedro Rodil)                                                                           |
| 7         | Margarida (Sara Matos) i Rui (Lourenço Ortigão); João Pedro (Rui Fernandes) i Paula (Yana Vacula)                         |
| 8         | Marta (Gabriela Barros) i Lourenço (David Carreira)                                                                       |
| 9         | Ana Rita (Filipa Areosa), Ricardo (Tiago Costa) i Bryan (Luís Garcia)                                                     |
| Filme     | Margarida (Sara Matos) i Rui (Lourenço Ortigão)                                                                           |

### Convidats especials
Al llarg de les temporades de "Morangos com Açúcar", TVI va convidar diverses figures públiques portugueses i internacionals apareixen en cameos a la temporada temporada.
Temporada I
Sugababes, Simply Red, Reamonn, Anjos, EZ Special, Vitor Pedroso i Nuno Gomes
Temporada II
Pimpinha Jardim, Fingertips, Daniel Bedingfield i Boss AC
Temporada III
João Moutinho, Raúl Solnado, Marie Serneholt, Paula Teixeira, Greg Minaar i D'ZRT.
Temporada IV
Diana, Mundo Secreto, Carlos Andrade, Asher Lane, Orishas, Melanie C i FF.
Temporada V
Sean Kingston, Hands on Approach, Gutto, Sandra Nasic, 4Taste, TT, Slimmy, M.A.U. i Yves Larock
Temporada VI
Angélico Vieira, Manuel Luís Goucha, Madcon, Pedro Guedes, Pedro Khima, Ricardo Guedes, Boss AC, Bibá Pitta, Flow 212
Temporada VII
Dogma, D'ZRT, Sofia Escobar, João Só e Abandonados, Manuel Luís Goucha, Cristina Ferreira, Michel, Ana Bloom
Temporada VIII
Natalina José
Temporada IX
Luís Borges, Lúcia Garcia, Rúben Rua, Nu Soul Family, Pedro Pinto, Mário Ferreira, Boss AC

## Temporades
| Temporada | Temporada | Episodis | Episodis | Transmissão original   | Transmissão original   | Títol                                         |
| Temporada | Temporada | Episodis | Episodis | Estrena                | Final                  | Títol                                         |
| --------- | --------- | -------- | -------- | ---------------------- | ---------------------- | --------------------------------------------- |
|           | 1         | 291      | 234      | 30 d'agost de 2003     | 6 de juliol de 2004    | Morangos com Açúcar I                         |
|           | 1         | 291      | 57       | 7 de juliol de 2004    | 14 d'octubre de 2004   | Morangos com Açúcar I: Férias de Verão        |
|           | 2         | 224      | 166      | 15 d'octubre de 2004   | 22 de juny de 2005     | Morangos com Açúcar II: O Regresso às aulas   |
|           | 2         | 224      | 58       | 23 de juny de 2005     | 19 de setembre de 2005 | Morangos com Açúcar: Férias de Verão II       |
|           | 3         | 255      | 144      | 20 de setembre de 2005 | 16 de juny de 2006     | Morangos com Açúcar III: Geração Rebelde      |
|           | 3         | 255      | 111      | 17 de juny de 2006     | 18 de setembre de 2006 | Morangos com Açúcar: Férias de Verão III      |
|           | 4         | 258      | 190      | 18 de setembre de 2006 | 16 de juny de 2007     | Morangos com Açúcar IV: Espírito Rebelde      |
|           | 4         | 258      | 68       | 17 de juny de 2007     | 16 de setembre de 2007 | Morangos com Açúcar: Férias de Verão IV       |
|           | 5         | 262      | 194      | 17 de setembre de 2007 | 18 de juny de 2008     | Morangos com Açúcar V: Geração Rebelde        |
|           | 5         | 262      | 68       | 19 de juny de 2008     | 21 de setembre de 2008 | Morangos com Açúcar: Férias de Verão V        |
|           | 6         | 246      | 180      | 22 de setembre de 2008 | 20 de juny de 2009     | Morangos com Açúcar VI: Espírito Rebelde      |
|           | 6         | 246      | 66       | 21 de juny de 2009     | 20 de setembre de 2009 | Morangos com Açúcar: Férias de Verão VI       |
|           | 7         | 265      | 194      | 21 de setembre de 2009 | 18 de juny de 2010     | Morangos com Açúcar VII: Vive o Teu Talento   |
|           | 7         | 265      | 71       | 19 de juny de 2010     | 18 de setembre de 2010 | Morangos com Açúcar: Vive o Teu Verão VII     |
|           | 8         | 268      | 204      | 20 de setembre de 2010 | 24 de juny de 2011     | Morangos com Açúcar VIII: Agarra o Teu Futuro |
|           | 8         | 268      | 64       | 25 de juny de 2011     | 9 de setembre de 2011  | Morangos com Açúcar: Agarra o Teu Verão VIII  |
|           | 9         | 221      | 178      | 12 de setembre de 2011 | 12 de juliol de 2012   | Morangos com Açúcar IX: Segue o Teu Sonho     |
|           | 9         | 221      | 43       | 13 de juliol de 2012   | 15 de setembre de 2012 | Morangos com Açúcar: Férias de Verão IX       |